# Длинное (озеро, Кунашир)
Длинное — озеро в Южно-Курильском районе Сахалинской области России, располагается на острове Кунашир. Площадь поверхности — 1,6 км², по другим данным — 1,37 км², 2,58 км². Площадь водосборного бассейна — 17,2 км². Размеры озера — 3,5 на 1,3 км, по другим данным — 3,7 на 1,35 км. Средняя глубина — 1,03 м. Максимальная — 2,8 м.
Находится в 2 км севернее урочища Круглово (бывшего посёлка) в северной части острова. Лежит на Кругловском перешейке, соединяющем основную часть острова с полуостровом Ловцова, на высоте 2 м над уровнем моря, по другим данным — 1 м. Соединено с Охотским морем проливом.
В западную оконечность озера впадает ручей Озёрный, стекающий с восточных склонов горы Озёрной. С востока — река Якунина. Юго-западнее лежит озеро Круглое.
В Длинном нерестятся горбуша и кета, в том числе кета озёрного экотипа.
В окрестностях озера произрастают полушник азиатский, пузырчатка средняя, рдесты плавающий и P. × vepsicus, хвостник ланцетный, ежеголовники северный и Sparganium subglobosum, руппия морская.

## Данные водного реестра
По данным государственного водного реестра России относится к Амурскому бассейновому округу, речной бассейн — бассейны рек острова Сахалин, водохозяйственный участок — Курильские острова.
Код объекта в государственном водном реестре — 20050000311118300002634.